# Paços do Concelho de Castro Verde
Os Paços do Concelho de Castro Verde, ou Câmara Municipal de Castro Verde, referem-se a um imóvel histórico na vila de Castro Verde, na região do Baixo Alentejo, em Portugal.

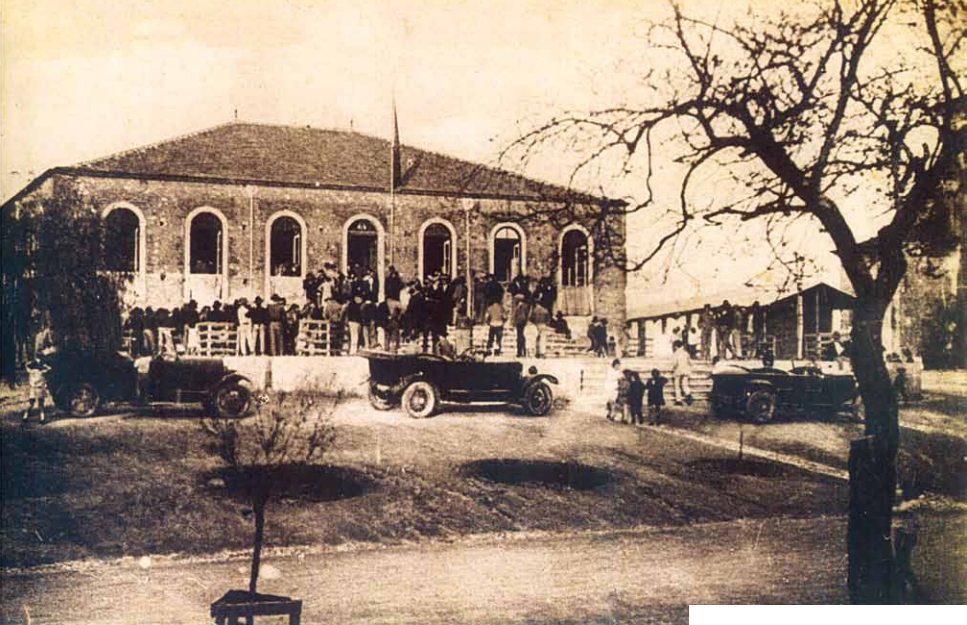
Cerimónia de inauguração, em 1913.

## Descrição e história
O local onde se situa o edifício foi anteriormente ocupado pela Ermida ou Capela de Santo António, que foi construída nos finais do século XVI ou princípios do século XVII, uma vez que começou a funcionar em 1604, após autorização da Ordem de Santiago. Nas Memórias Paroquiais de 1758 o templo é descrito como estando em más condições de conservação, situação que permaneceu até aos finais do século XIX. Assim, os restos do edifício foram demolidos em 1897, com a condição de instalar uma nova capela no cemitério da vila, que deveria ter o mesmo santo padroeiro. Porém, esta promessa não chegou a ser cumprida, embora tenha sido erguido uma capela no cemitério, mas já na década de 1980. A antiga Capela de Santo António estava parcialmente rodeada por um cemitério, que se prolongaria até à Igreja de Nossa Senhora da Conceição, antecessora da Basílica Real, tendo os vestígios desta necrópole sido encontrados sob a Praça do Município e o jardim.
O imóvel foi construído entre 1898 e 1913, ano em que foi oficialmente inaugurado. Porém, na altura da inauguração as obras ainda não tinham sido terminadas, tendo uma comissão administrativa formada após a Revolução de 28 de Maio de 1926 continuado os trabalhos tanto no interior como no exterior do edifício, incluindo a pintura e o estuque das salas e dos corredores. As obras foram definitivamente concluídas em 1942.
Em 1960, o Padrão Comemorativo da Batalha de Ourique, que antes se situava junto à Ermida de São Pedro das Cabeças, foi deslocado para a praça em frente da Câmara Municipal. Em 11 de Fevereiro de 1971, o deputado Lopes Frazão apresentou uma comunicação na Assembleia Nacional sobre os vários problemas pelos quais estava a passar a região do Alentejo, incluindo as más condições de conservação da Câmara Municipal, que descreveu como estando «duramente maculado pelo tempo e em risco grave». Quando em 1 de Janeiro de 1977 tomou posse o primeiro executivo após a Revolução de 25 de Abril de 1974, o edifício estava em obras e tinha vários problemas no seu interior, como falta de materiais e mobiliário em más condições, o que dificultou as primeiras sessões da nova câmara municipal.